# Jógvan Martin Olsen
Jógvan Martin Olsen (ur. 10 lipca 1961) – farerski piłkarz i trener piłkarski. Od października 2005 roku jest selekcjonerem reprezentacji narodowej tego kraju.

## Kariera piłkarska
Przez całą sportową karierę związany był z klubem B68 Toftir, w którego barwach rozegrał 220 meczów i strzelił 32 gole. Dwukrotnie wystąpił w drużynie narodowej.

## Kariera szkoleniowa
Po pracy w B68 Toftir, LÍF Leirvík i NSÍ Runavik, od połowy lat 90. związał się z krajową federacją piłkarską. W latach 1994–1998 był trenerem kadry juniorów (U-17), a od 1997 do 2003 roku prowadził drużynę U-19. Jednocześnie pomagał dwóm kolejnym selekcjonerom Allanowi Simonsenowi i Henrikowi Larsenowi przy dorosłej kadrze.
Od października 2005 roku był szkoleniowcem reprezentacji Wysp Owczych. Już wcześniej na początku 2002 roku po odejściu Simonsena tymczasowo prowadził ją w kilku spotkaniach, m.in. w towarzyskim meczu z Polską, wygranym przez podopiecznych Jerzego Engela 2:1. Swą współpracę z reprezentacją zakończył w roku 2008.
Od roku 2009 jest trenerem klubu Víkingur Gøta.